# تروتمه لو گران
تروتمه لو گران (به فرانسوی: Truttemer-le-Grand) یک کمون در فرانسه است که در Canton of Vire واقع شده‌است.

## خصوصیات
تروتمه لو گران ۱۴٫۶۹ کیلومترمربع مساحت و ۶۰۵ نفر جمعیت دارد و ۲۵۰ متر بالاتر از سطح دریا واقع شده‌است.